# Diều hâu vuốt sắc
Diều hâu vuốt sắc (danh pháp hai phần: Accipiter striatus) là một loài chim trong họ Accipitridae. Loài này phổ biến rộng rãi ở Bắc Mỹ, Trung Mỹ, Nam Mỹ và Greater Antilles.
Đây là một con diều hâu Accipiter nhỏ và là diều hâu nhỏ nhất ở Bắc Mỹ. Chim trống dài 23 đến 30 cm, có sải cánh dài 42 đến 58 cm và nặng từ 82-115 g. Phổ biến trong các loài diều hâu Accipiter, con mái rõ ràng lớn hơn về kích thước, với kích thước trung bình lớn hơn 30%, và trọng lượng lớn hơn 50% là bình thường. Con mái dài 29 đến 37 cm (11 đến 15), có sải cánh dài 58 đến 68 cm và nặng 150 đến 219 g. 

## Hình ảnh

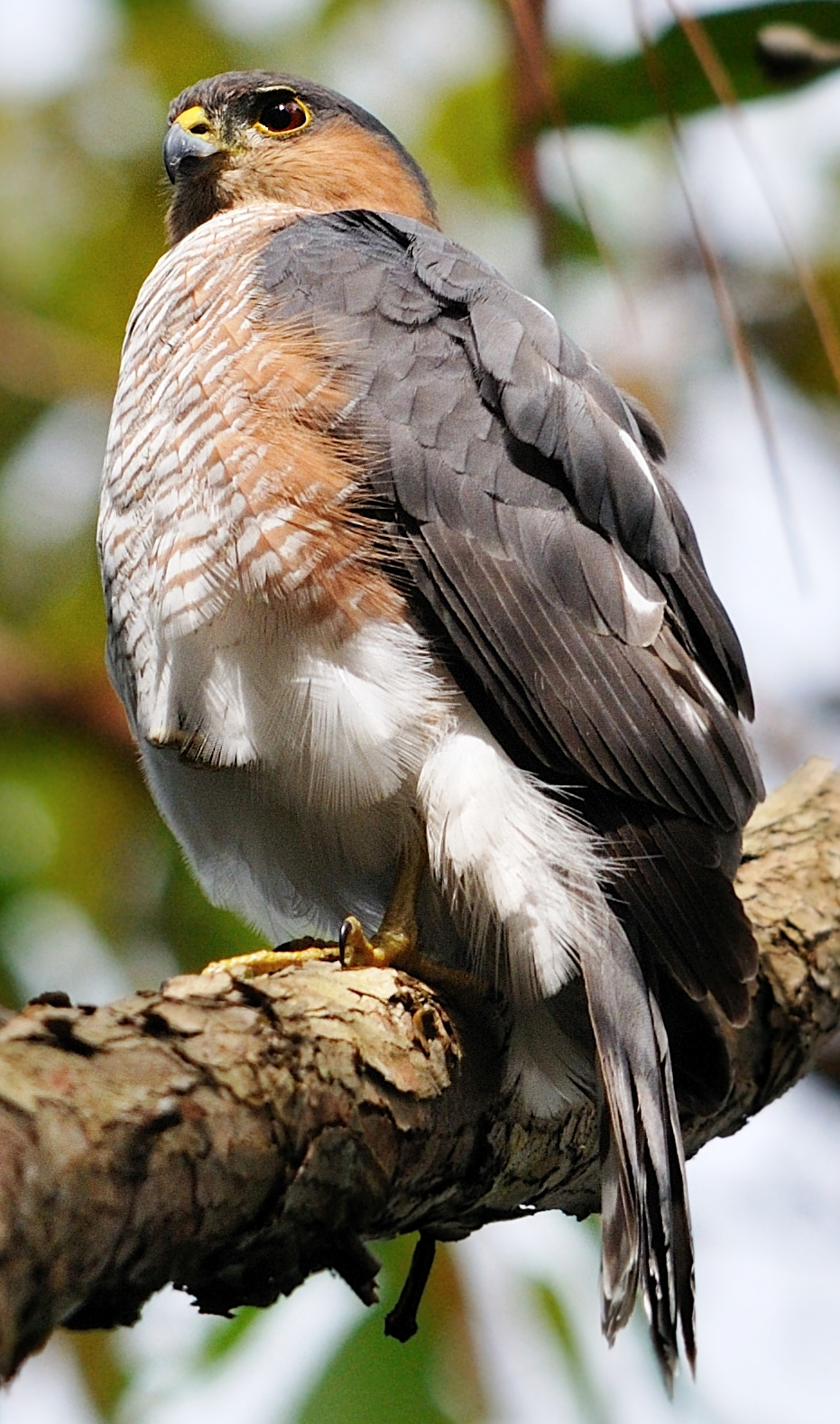
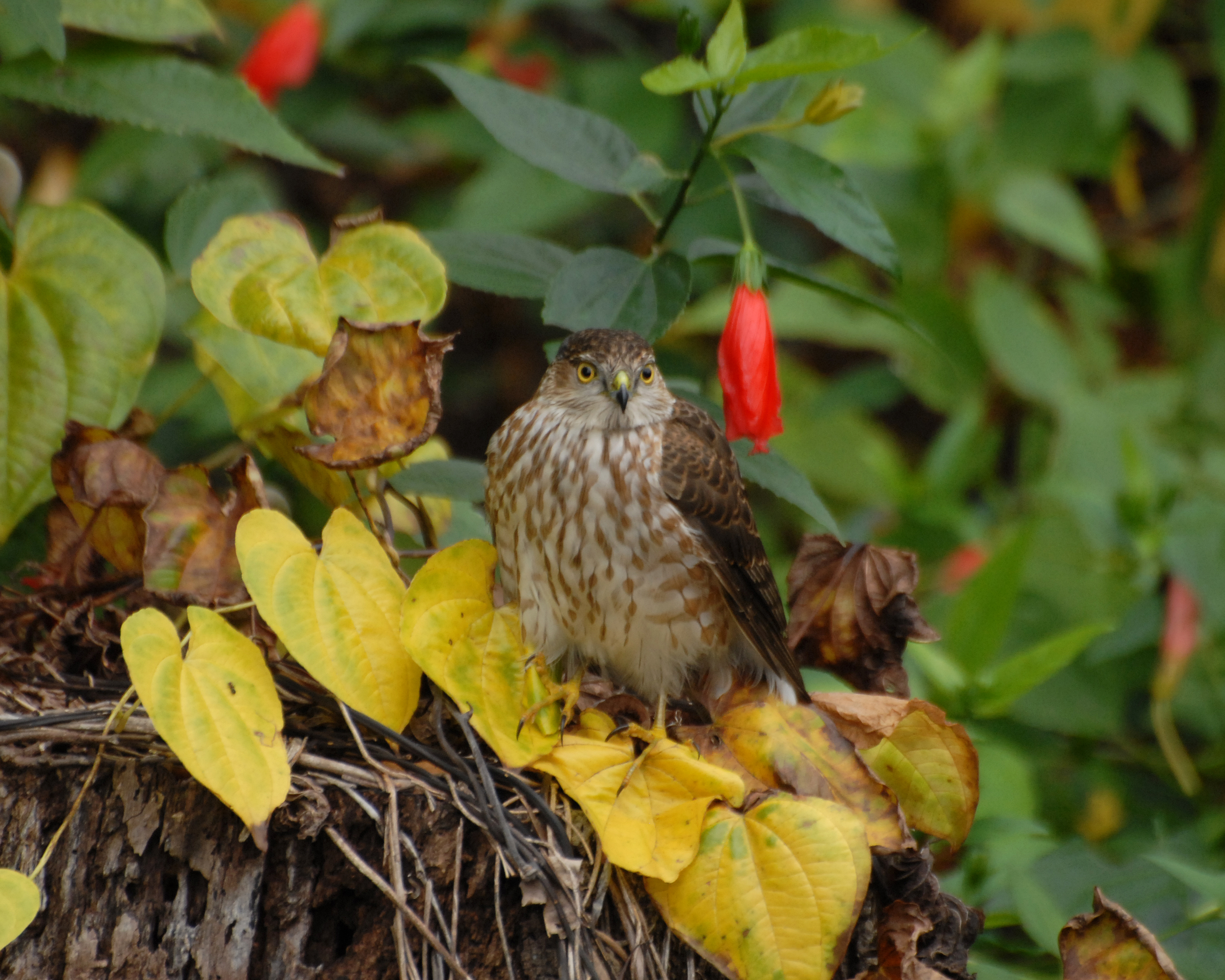
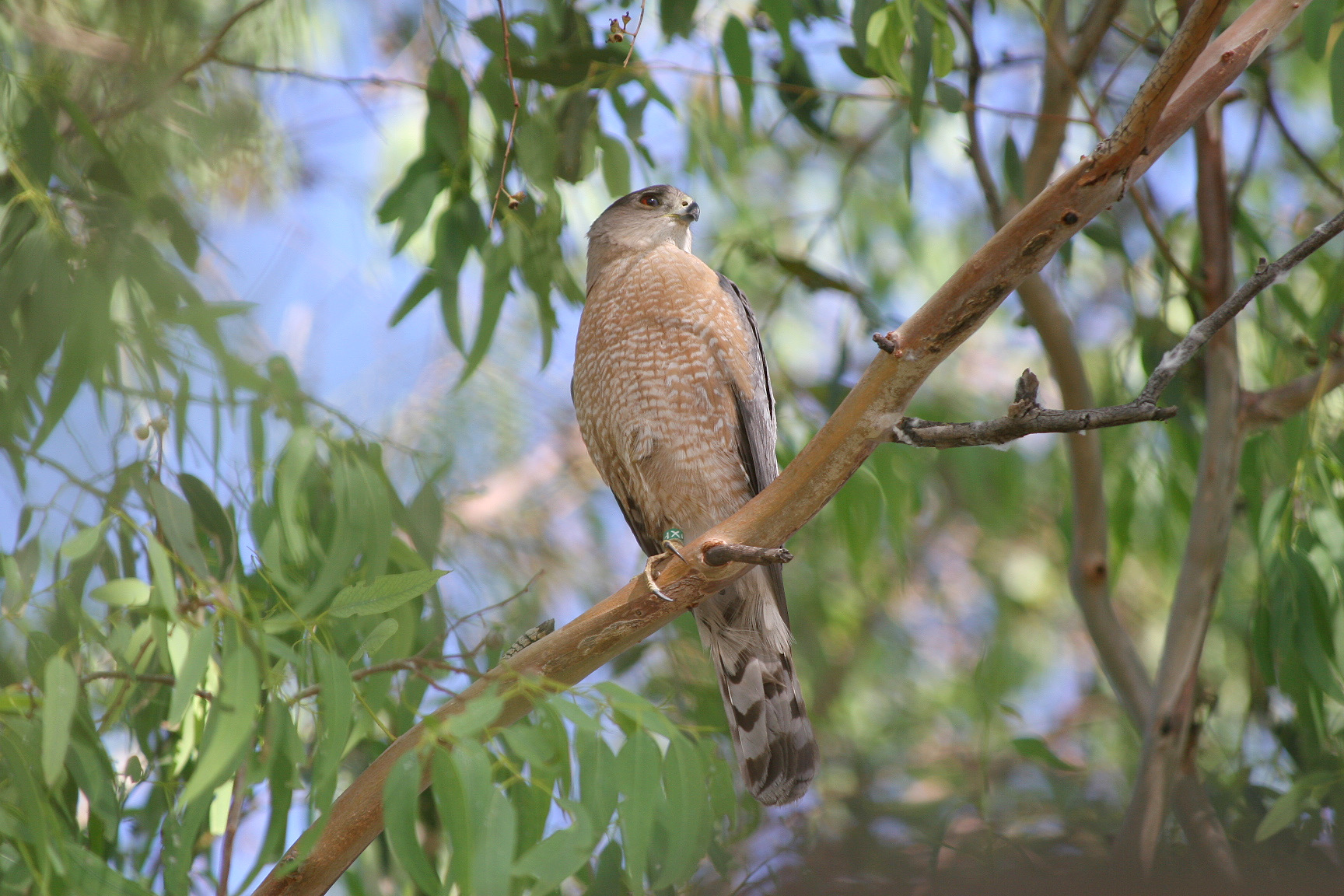
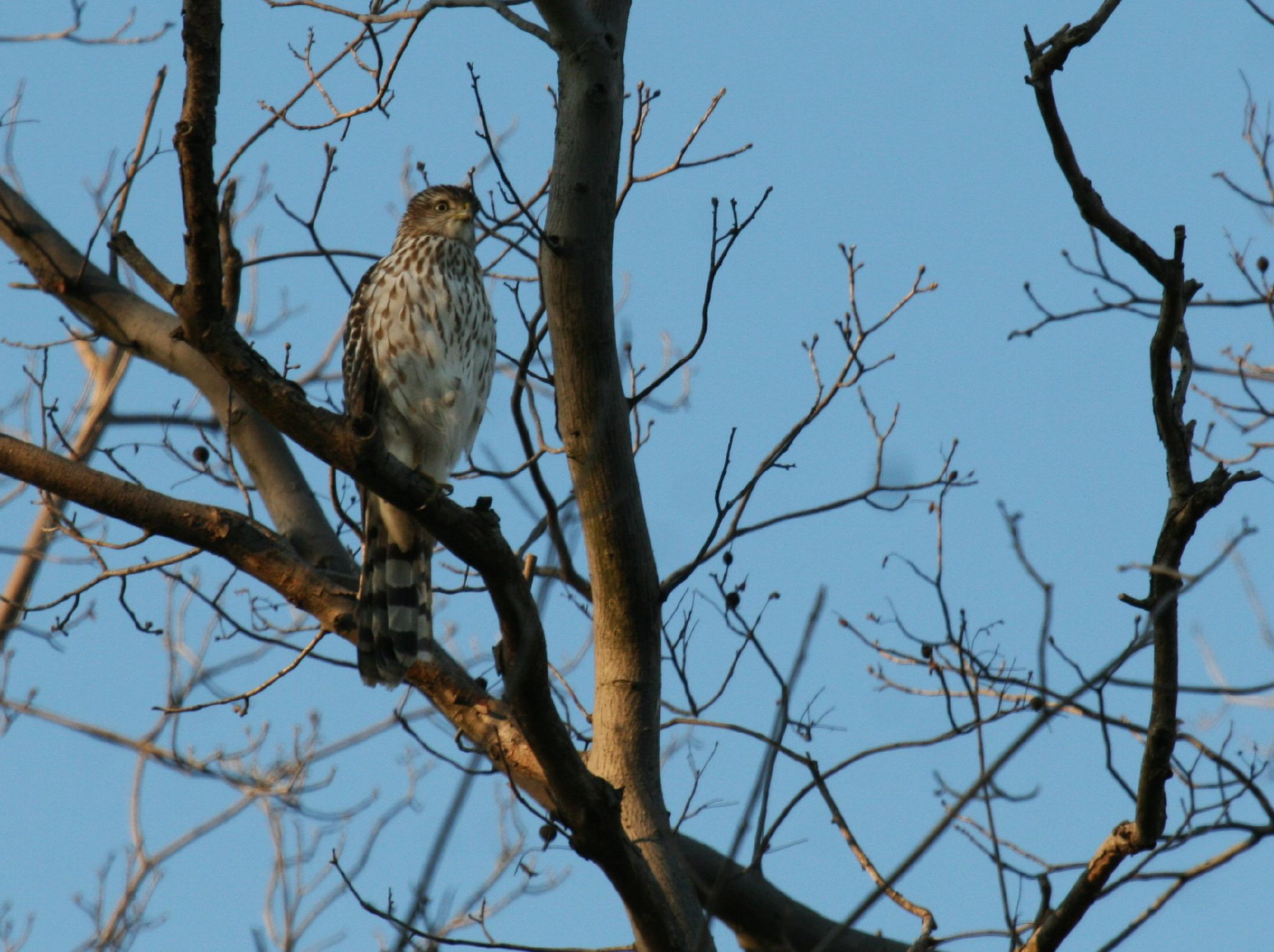
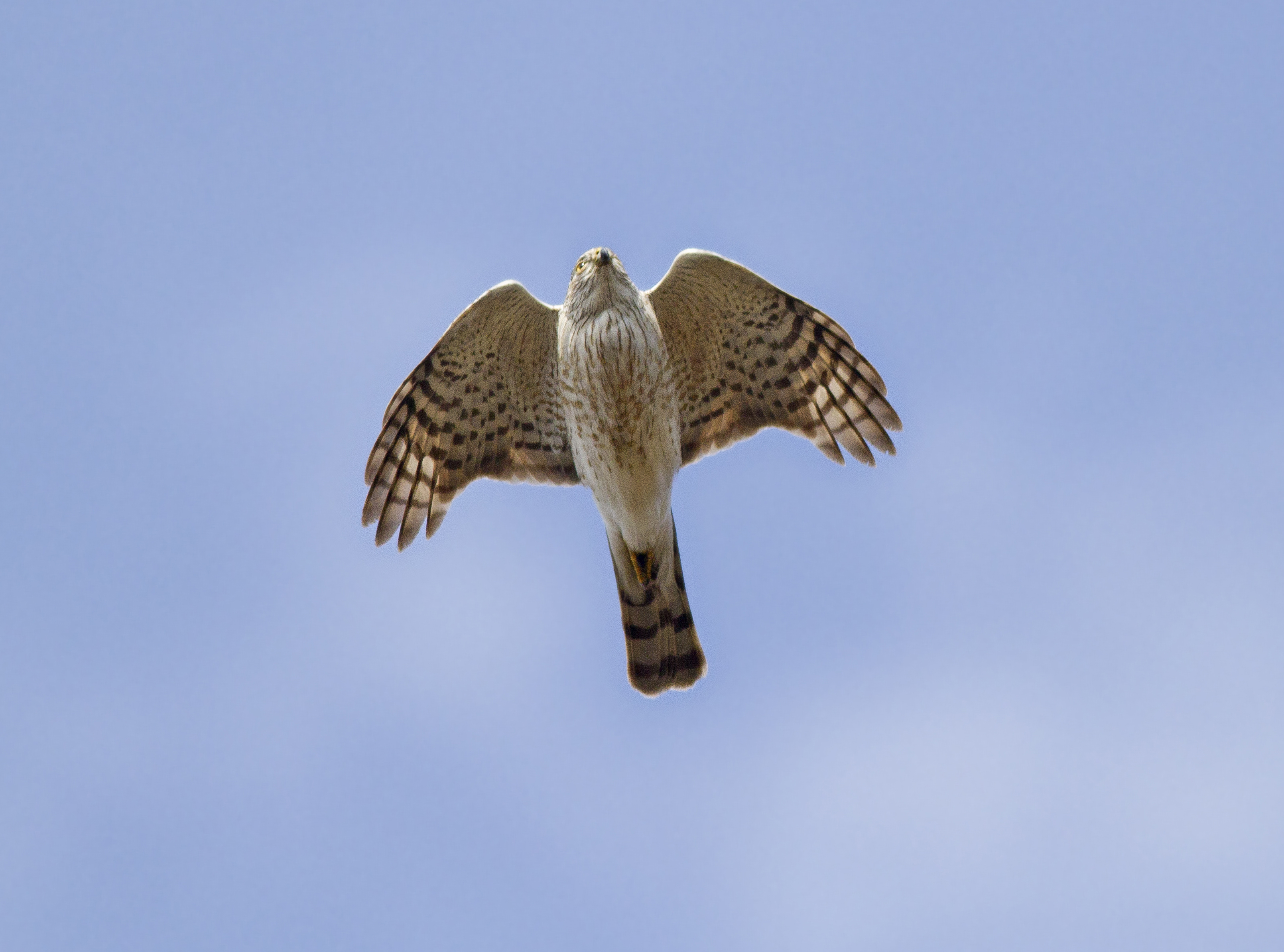
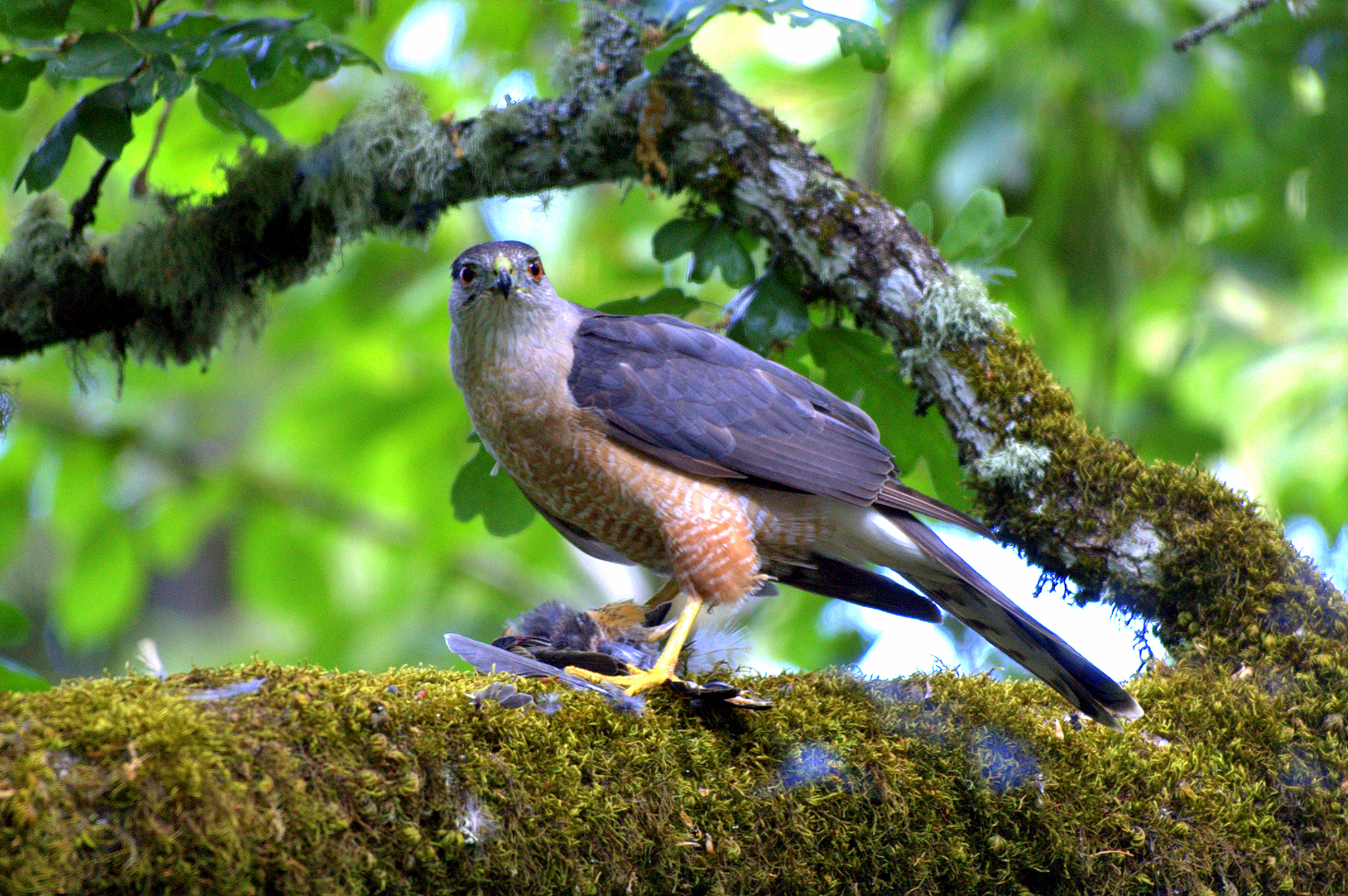